# Bielawa (województwo mazowieckie)
Bielawa – wieś sołecka w Polsce położona w województwie mazowieckim, w powiecie piaseczyńskim, w gminie Konstancin-Jeziorna. 

## Opis
Założona na przełomie XIII i XIV wieku. Początkowo we władzy księcia mazowieckiego Trojdena I, wydzielona została z władztwa w 1313 na rzecz paladyna czerskiego Krystyna. Wieś szlachecka Bielawo położona była w drugiej połowie XVI wieku w powiecie warszawskim ziemi warszawskiej województwa mazowieckiego. W wieku XIX wieś była największą miejscowością na tych terenach i siedzibą gminy (zastąpioną później przez gminę Jeziorna). W okresie PRL w Bielawie działały Zakłady Przetwórstwa Owocowo-Warzywnego.
W latach 1975–1998 miejscowość administracyjnie należała do województwa warszawskiego.

## Ważniejsze obiekty
- American School of Warsaw
- Wawa wake